# Claudio Javier Marini
Claudio Javier Marini (Quilmes, província de Buenos Aires, 15 de juny de 1972) és un exfutbolista argentí, que ocupava la posició de migcampista.

## Trajectòria
Comença a destacar a les files del Racing Club de Avellaneda, on milita entre 1990 i 1994. El 1995 marxa a l'Huracán, club en el qual forma part durant dos anys abans de retornar a Racing. Entre 1998 i 2000 recala al Colón de Santa Fe, equip amb el qual hi guanya la Copa Libertadores.
L'any 2000 dona el salt a la competició espanyola, tot militant amb el CD Numancia, de primera divisió. Eixe any el quadre castellà és cuer i perd la categoria. El migcampista acompanyaria al Numancia durant dues campanyes a la Segona Divisió, en les quals hi seria titular. La temporada 03/04 fitxa pel CD Leganés, també de la categoria d'argent.
El 2004 retorna al seu país per jugar amb Argentinos Juniors. Després de passar per Lanús, el 2006 juga de nou amb Huracán, amb qui puja de categoria. Amb aquest equip hi penja les botes.